# Psilachnum auranticolor
Psilachnum auranticolor är en svampart som beskrevs av Graddon 1977. Psilachnum auranticolor ingår i släktet Psilachnum och familjen Hyaloscyphaceae.   Inga underarter finns listade i Catalogue of Life.